# Clavigeroniscus riquieri
Clavigeroniscus riquieri is een pissebed uit de familie Styloniscidae. De wetenschappelijke naam van de soort is voor het eerst geldig gepubliceerd in 1930 door Arcangeli.